# لورنا مكدونالد
لورنا مكدونالد (بالإنجليزية: Lorna McDonald)‏ هي مؤرخة أسترالية، ولدت في 10 أغسطس 1916، وتوفيت في 25 يونيو 2017.